# Faculdade Unida de Suzano
A Faculdade Unida de Suzano - UNIESP é uma instituição de educação superior privada localizada no município de Suzano, no estado de São Paulo.

## História
Foi fundada no ano de 1997 com a criação da Associação de Educação Superior de Suzano que e a mantenedora da Faculdade, e iniciou suas atividades em 2000, oferecendo os cursos de Administração (com ênfase em Análise de Sistemas), Ciências Contábeis e Pedagogia. No ano de 2002, foi implantado o curso de Sistemas de Informação. Em 2003, foram criados os cursos de Direito, Educação Física, Letras e Matemática. Recentemente implantou cursos superiores de dois anos (Curso de Tecnologia em Gestão Financeira e o Curso de Tecnologia em Marketing), no futuro está prevista a criação de outros cursos e a ampliação da estrutura oferecida, com a construção de um novo campus.